# Avril 1965

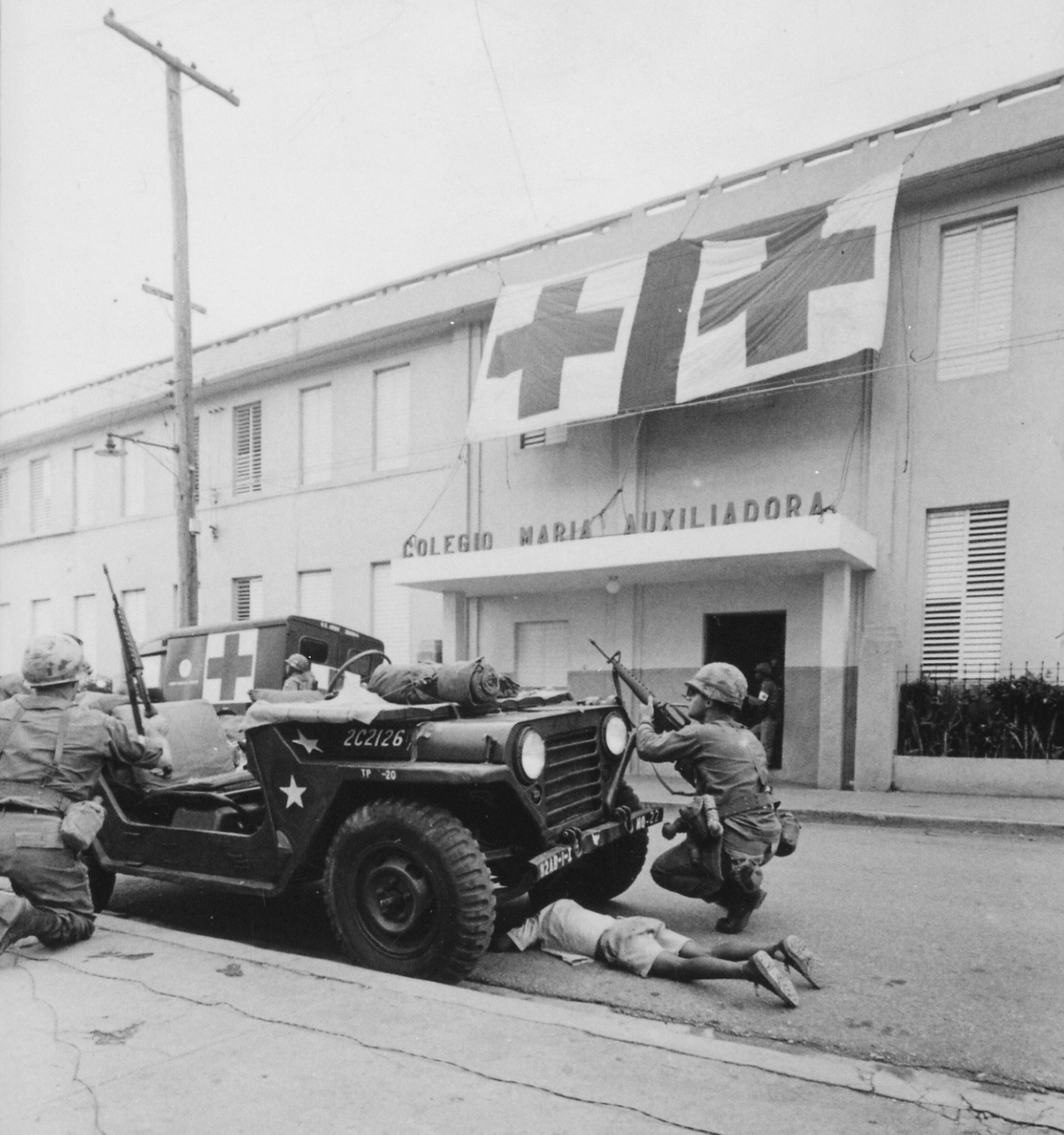
Soldats américains à Saint-Domingue, le 5 mai 1965, après la décision d'intervention militaire du président Johnson.

## Évènements
- 8 avril :
  - Signature à Bruxelles du traité de fusion des exécutifs des trois communautés européennes (CECA, CEE, Euratom) fusionnent (effectif au 1er juillet 1967);
  - Vingt quatre pays sur quarante cinq décident d’adopter le procédé de télévision français Secam.
- 14 avril : Jo Cals devient officiellement le nouveau Premier ministre des Pays-Bas.
- 24 avril : en République dominicaine, les constitutionnalistes lancent une insurrection libérale et radicale qui est vaincue le 28 avril par une intervention militaire des États-Unis, la première depuis 1926. Le président Johnson prétexte de la nécessité d’assurer la protection de ses ressortissants et invoque une tentative de l’« extérieur » pour contrôler le mouvement. Il débarque immédiatement 2000 Marines dans l’île, puis y fait stationner jusqu’à 30 000 soldats (1965-1966).
- 28 avril : lancement de l'intervention militaire américaine en République dominicaine[1].
- 30 avril : le parti de Moïse Tshombe gagne les élections législatives congolaises.

## Naissances
- 4 avril : Robert Downey Jr., acteur américain.
- 7 avril : Sylvain Luc, guitariste français de jazz († 13 mars 2024).
- 9 avril :
  - Helen Alfredsson, golfeuse suédoise.
  - Christian Jeanpierre, journaliste sportif animateur de télévision français.
- 10 avril : Diébédo Francis Kéré, architecte germano-burkinabé.
- 13 avril : Pascal Lauret, meilleur ouvrier de France (coiffure)
- 15 avril : 
  - Soichi Noguchi, spationaute japonais.
  - Salou Djibo, est un militaire nigérien.
- 16 avril : Khayam Turki, homme politique tunisien.
- 19 avril : Natalie Dessay, soprano française.
- 21 avril : Ed Belfour, gardien de but de hockey.
- 22 avril : 
  - Roman Coppola, metteur en scène de cinema et de musique vidéo américain.
  - Peter Zezel, joueur de hockey.
- 27 avril : Thierry Bleau, IT Manager

## Décès
- 1er avril : Harry Crerar, général.
- 10 avril : La Belle Otero, chanteuse, danseuse et courtisane de la Belle Époque (° 4 novembre 1868).
- 15 avril : Auguste Buisseret, homme politique belge (° 18 août 1888)
- 16 avril :
  - Floris Jespers, peintre, graveur et sculpteur belge (° 18 mars 1889).
  - Félix Sellier, coureur cycliste belge (° 2 janvier 1893).
- 17 avril : Georges Wague, mime et acteur français (° 14 janvier 1874)
- 30 avril : Claude Guyot, enseignant, résistant et homme politique français.